# Старинова, Ольга Леонардовна
Ольга Леонардовна Старинова (14 августа 1963, Самара, СССР) — ученый в области динамики и управления движением летательных аппаратов, доктор технических наук,  заведующая кафедрой динамики полёта и систем управления, входит в состав учебного совета Самарского университета, профессор кафедры космического машиностроения им. генерального конструктора Д.И.Козлова, заместитель директора института ракетно-космической техники Самарского национального исследовательского университета имени академика С.П. Королева. Действительный член международной академии навигации и управления движением. Действительный член академии аэронавтики и астронавтики Франции (AAAF).  
Советник Российской инженерной академии.

## Биография
1980 - 1986 студентка Куйбышевского авиационного института им. академика С.П. Королева , факультета Летательные аппараты.
В 1996 году присуждена учёная степень "Кандидат технических наук", тема диссертации "Методы и алгоритмы оптимизации траекторий межпланетных перелетов космических аппаратов с ядерными и солнечными двигателями малой тяги".
В 2002 Присвоено учёное звание "Доцент".
В 2008 Присуждена учёная степень "Доктор технических наук", тема диссертации "Итерационные методы оптимизации баллистических схем межпланетных миссий с малой тягой".
Работала ведущим научным сотрудником Научно-исследовательского института системного проектирования (Самарский национальный исследовательский университет имени академика С. П. Королева).
Живет и работает в Самаре.

## Участие в общественных академиях
Является членом многих российских и зарубежных общественных академий:
Действительный член международной академии навигации и управления движением. 
Действительный член академии аэронавтики и астронавтики Франции (AAAF).
Советник Российской инженерной академии.
Член экспертной команды АККОРК и зарубежных агентств ZEvA и DEVA-AAC в РУДН.

## Область научных исследований
Основные работы посвящены разработке методических основ проектно-баллистической оптимизации межпланетных космических аппаратов (КА) с электроракетными двигателями (ЭРД), учитывающих конкретные особенности миссий и аппаратов. Отличительная особенность задач оптимизации — большая продолжительность перелетов, большие энергетические затраты и влияние гравитационных полей нескольких небесных тел. В научных трудах разрабатывается тема специфических ограничений, связанных с конструкцией КА и с особенностями миссий. Например, возможности изменения режимов работы ЭРД, регулирование мощности вырабатываемой ЭУ; применение на различных участках полета двигателей большой и малой тяги; использование схем полета с использованием гравитационных маневров.
Центральное место в работах занимает задача определения оптимального управления вектором реактивной тяги, соответствующих траекторий и баллистических схем полета КА, а также их зависимость от проектных параметров аппарата.
Работает в исследовательской группе, одна из разработок группы — уникальный солнечный парус, который потенциально способен передвигаться со скоростью до 120 тыс. км/с.

## Избранная библиография
Старинова О.Л. Расчет межпланетных перелетов космических аппаратов с малой тягой Москва: ЛЕНАНД, 2020. 200с
Starinova O.L., Shornikov A.Yu., Nikolaeva Elizaveta Andreevna Using the iESP Installed on the Space Station Moving in an Irregular Gravitational Field of the Asteroids Eros and GaspraLondon: IntechOpen Limited, 2019. 20p.
Старинова О.Л., Салмин В.В., Ишков С.А. Solution methods for variational problems of low thrust space flight mechanics Hanover: European Academy of Natural Science Press, 2014. 196с.
Салмин В.В., Старинова О.Л., Четвериков А.С. и др. Проектно-баллистический анализ транспортных операций космического буксира с электроракетными двигателями при перелетах на геостационарную орбиту, орбиту спутника Луны и в точки либрации системы Земля - Луна // Космическая техника и технологии. — 2018. — № 1 (20). — С. 82-97
САЛМИН В.В., СТАРИНОВА О.Л., ВОЛОЦУЕВ В. В. и др. Оптимизация околоземных и межпланетных миссий космических аппаратов с электрореактивными двигательными установками // Труды МАИ. — 2012. — № №60.